# Нежна революция
Нежната революция (на чешки: sametová revoluce; на словашки: nežná revolúcia представлява безкръвна революция в Чехословакия, чиято цел е отхвърлянето на еднопартийното социалистическо управление на държавата в периода 16 ноември – 29 декември 1989).
На 17 ноември 1989 г. мирна студентска демонстрация в Прага е разпръсната жестоко от полицейското отделение за борба с размирици. Това става причина за серия от протести, провеждани от 19 ноември до края на декември. На 20 ноември броят на мирно протестиращите в Прага нараства до 200 000, като предишния ден е достигнал почти половин милион. На 27 ноември се провежда двучасова обща стачка в цяла Чехословакия.
Виждайки падането и на други социалистически правителства и разрастващите се улични протести, Чехословашката комунистическа партия обявява на 28 ноември, че ще отстъпи водещата си роля в политическата власт. Бодливата тел по границата със Западна Германия и Австрия е премахната в началото на декември. На 10 декември социалистическият президент Густав Хусак назначава несоциалистическо правителство в Чехословакия, първото такова след 1948 г. и подава оставка. Александър Дубчек е избран за говорител на парламента на 28 декември, а Вацлав Хавел – за президент на Чехословакия на 29 декември 1989 г. През юни 1990 г. се провеждат първите демократични избори след 1946 г. В резултат на това, след повече от 40 години, е избрано първото несоциалистическо правителство в Чехословакия.

## Обстановка преди революцията
Чехословакия е управлявана от Комунистическата партия от 25 февруари 1948 г. До 1990 г. По това време няма официални опозиционни партии. Дисиденти периодично публикуват домашно направени издания (самиздат). Те са преследвани от тайната полиция, поради което голяма част от обществото се страхува открито да ги подкрепя. Тогава всеки е можело да бъде освободен от работата си или изгонен от училище, а книгите и филмите му да бъдат забранени само заради „негативно отношение към социалистическия режим“. Това се отнася за семействата на бивши предприемачи и некомунистически политици, за поддръжниците на Александър Дубчек, за тези, които се противопоставят на съветската окупация през 1968 г., за тези, които проповядват религията и християнския морал, за тези, бойкотиращи казионните парламентарни избори, за подписалите Харта 77 и дори за тези, които са заподозрени във връзки с извършителите на подобни дейности. Тези тоталитарни мерки са се прилагали лесно поради факта, че училищата, медиите и бизнесът принадлежат на държавата и са под пълен неин контрол.
Ситуацията започва постепенно да се променя след обявяването на перестройката от Михаил Горбачов през 1985. Чехословашките комунисти на думи подкрепят процеса, но на практика извършват много малко реални промени. Все още е табу дори споменаването на Пражката пролет от 1968 г. През 1988 и 1989 г. се провеждат първите антиправителствени демонстрации, които са брутално потушени от полицията.
Най-големият импулс за революцията дават промените в близките страни. Към 16 ноември всички съседни на Чехословакия източноевропейски страни, с изключение на Съветския съюз, отхвърлят комунистическото управление. Берлинската стена пада на 9 ноември, а гражданите на Чехословакия гледат случващото се по телевизията (своята и чуждата). Въпреки че не одобрява отхвърлянето на комунистическия режим Съветският съюз също подкрепя промяна сред управляващия елит на Чехословакия,